# Bob Portman
Robert M. Portman, detto Bob (San Francisco, 22 marzo 1947), è un ex cestista statunitense, professionista nella NBA.

## Carriera
Venne selezionato dai San Francisco Warriors al primo giro del Draft NBA 1969 (7ª scelta assoluta).